# Преткичмени мишићи
Преткичмени мишићи су група вратних мишића, која је локализована у дубоком слоју предње стране вратне мускулатуре. Налазе се испред вратног и грудног дела кичменог стуба и унутра у односу на скаленске мишиће. У ову групу се убрајају три парна мишића:
- предњи прави мишић главе,
- дуги мишић главе и
- дуги мишић врата.

Сви су инервисани од стране предњих грана вратних живаца, а дејство им је разнолико и зависи од тога да ли се ради о обостраној или унилатералној контракцији.